# Lemma von Jordan
Das Lemma von Jordan (nach Marie Ennemond Camille Jordan) ist ein Hilfsmittel der Funktionentheorie. Es wird zusammen mit dem Residuensatz verwendet, um Integrale aus der reellen Analysis zu berechnen.

## Aussage
Ist {\displaystyle \alpha >0} und konvergiert in der oberen Halbebene {\displaystyle g} gleichmäßig gegen Null für alle {\displaystyle |z|\to \infty }, dann gilt
{\displaystyle \int _{K_{R}}g(z)\,e^{i\alpha z}dz\to 0}
für {\displaystyle R\to \infty }.
Dies gilt auch, wenn {\displaystyle \alpha =0} ist und zusätzlich {\displaystyle z\cdot g(z)} in der oberen Halbebene gleichmäßig gegen Null strebt. Völlig analog lässt sich das Lemma für die untere Halbebene formulieren.

## Anwendung

Integrationsweg als halbkreisförmige Kurve, die durch das reelle Intervall [-R,R] geschlossen wird

Viele uneigentliche Integrale der Form {\displaystyle \textstyle \int _{-\infty }^{\infty }f(z)\,dz} lassen sich, falls sie existieren, in der folgenden Weise berechnen: Man integriert {\displaystyle f} auf einer geschlossenen halbkreisförmigen Kurve {\displaystyle \gamma _{R}}, die entsteht, wenn zuerst auf der reellen Achse von {\displaystyle -R} nach {\displaystyle R} und von dort im Halbkreisbogen {\displaystyle K_{R}} zurück nach {\displaystyle -R} integriert.
Man stellt fest, dass für {\displaystyle R\to \infty } das Integral {\displaystyle \textstyle \int _{K_{R}}f\,dz} verschwindet und somit
{\displaystyle \oint _{\gamma _{R}}fdz=\int _{[-R,R]}f\,dz+\int _{K_{R}}f\,dz{\xrightarrow[{R\to \infty }]{\ }}\int _{\mathbb {R} }f\,dz} gilt.
Nach dem Residuensatz ist dann
{\displaystyle \int _{\mathbb {R} }f\,dz=\lim _{R\to \infty }\oint _{\gamma _{R}}fdz=2\pi i\sum _{\mathrm {Im} z>0}\mathrm {Res} f|_{z}}.
Um dabei immer wiederkehrende Abschätzungen für Integrale der Form {\displaystyle \textstyle \int _{K_{R}}g(z)\,e^{i\alpha z}dz} zu vermeiden, benutzt man das Lemma von Jordan.

## Beispiele

### 1. Beispiel
Es sei {\displaystyle g(z)={\tfrac {1}{1+z^{2}}}} und {\displaystyle f(z)=g(z)\,e^{i\alpha z}}. Hier ist das Jordan-Lemma anwendbar und es gilt
{\displaystyle \lim _{R\to \infty }\int _{K_{R}}f(z)\,dz=0.}
Also gilt für das Integral über die reelle Achse
{\displaystyle \int _{\mathbb {R} }f(z)\,dz=2\pi i\,\mathrm {Res} f|_{i}=\pi \,e^{-\alpha }}.
Spaltet man {\displaystyle e^{i\alpha z}} mit Hilfe der Eulerschen Identität in Real- und Imaginärteil auf, so erhält man die Gleichheit
{\displaystyle \int _{-\infty }^{\infty }{\frac {\cos(\alpha x)}{1+x^{2}}}\,dx=\pi \,e^{-\alpha }}.

### 2. Beispiel
Es sei {\displaystyle g(z)={\tfrac {z}{1+z^{2}}}}. Analog zum 1. Beispiel ist {\displaystyle \textstyle \int _{\mathbb {R} }f(z)\,dz=2\pi i\,\mathrm {Res} f|_{i}=i\pi \,e^{-\alpha }} und somit
{\displaystyle \int _{-\infty }^{\infty }{\frac {x\sin(\alpha x)}{1+x^{2}}}\,dx=\pi \,e^{-\alpha }}.

## Beweis des Lemmas von Jordan
Das Integral {\displaystyle \textstyle I_{R}:=\int _{K_{R}}g(z)\,e^{i\alpha z}\,dz} lässt sich nach Substitution {\displaystyle z=R\,e^{i\varphi }} schreiben als {\displaystyle \textstyle \int _{0}^{\pi }g\left(Re^{i\varphi }\right)\,e^{i\alpha Re^{i\varphi }}\,R\,e^{i\varphi }\,i\,d\varphi }. Abschätzung des Betrages nach oben ergibt
{\displaystyle |I_{R}|\leq R\,\varepsilon _{R}\int _{0}^{\pi }e^{-\alpha R\sin \varphi }\,d\varphi }
mit {\displaystyle \textstyle \varepsilon _{R}:=\max _{z\in K_{R}}|g(z)|}. Daraus folgt
{\displaystyle |I_{R}|\leq 2R\,\varepsilon _{R}\int _{0}^{\frac {\pi }{2}}e^{-\alpha R\sin \varphi }\,d\varphi },
da der Integrand {\displaystyle e^{-\alpha R\sin \varphi }} bezüglich {\displaystyle \varphi ={\tfrac {\pi }{2}}} achsensymmetrisch ist. Nach der Jordanschen Ungleichung ist {\displaystyle \sin(\varphi )\geq {\tfrac {2}{\pi }}\,\varphi } für alle {\displaystyle \varphi \in \left[0,{\tfrac {\pi }{2}}\right]} und daher
{\displaystyle |I_{R}|\leq 2R\,\varepsilon _{R}\int _{0}^{\frac {\pi }{2}}e^{-\alpha R{\frac {2}{\pi }}\varphi }\,d\varphi ={\frac {\pi \,\varepsilon _{R}}{\alpha }}\left(1-e^{-\alpha R}\right)\leq {\frac {\pi \,\varepsilon _{R}}{\alpha }}\to 0} für {\displaystyle R\to \infty }.